# Pheidole sciara
Pheidole sciara är en myrart som beskrevs av Arthur C. Cole 1955.
Pheidole sciara ingår i släktet Pheidole och familjen myror. Inga underarter finns listade i Catalogue of Life.

## Bildgalleri

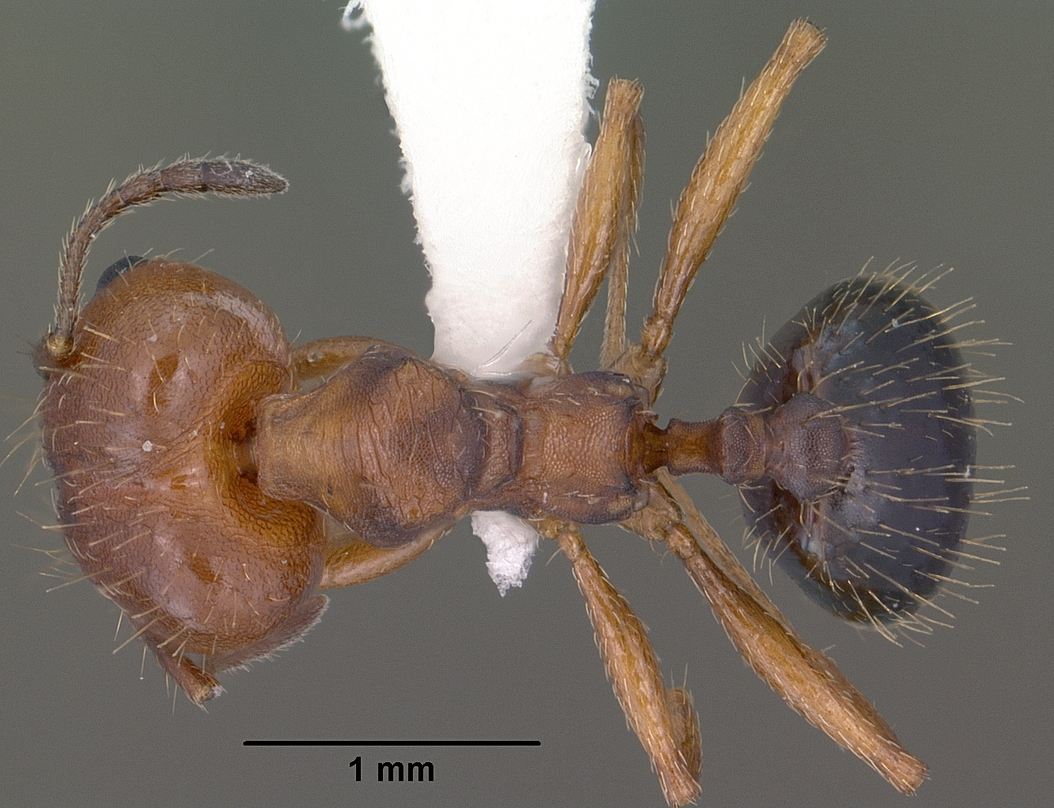
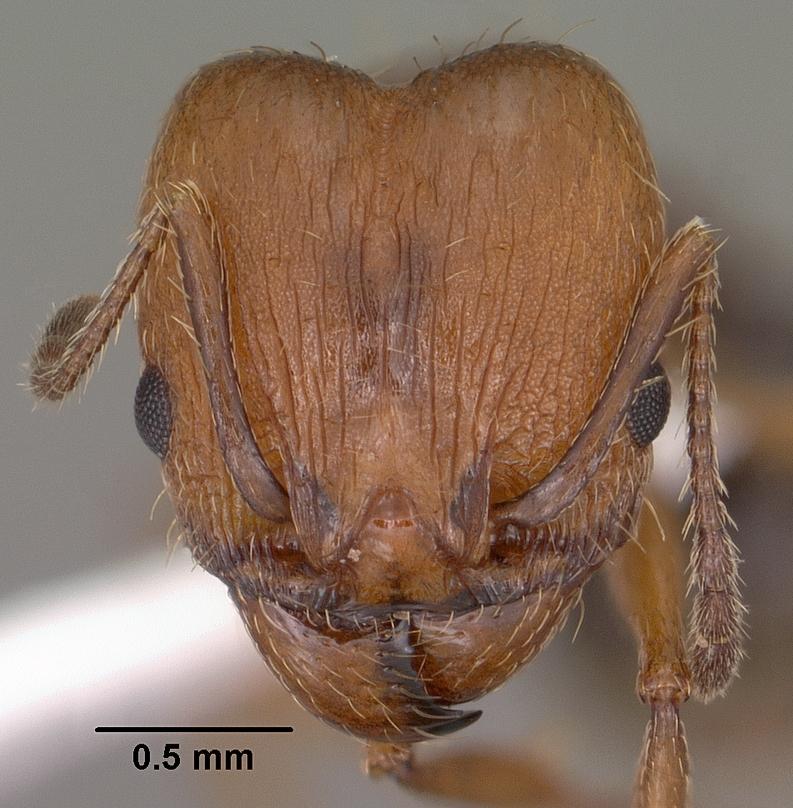
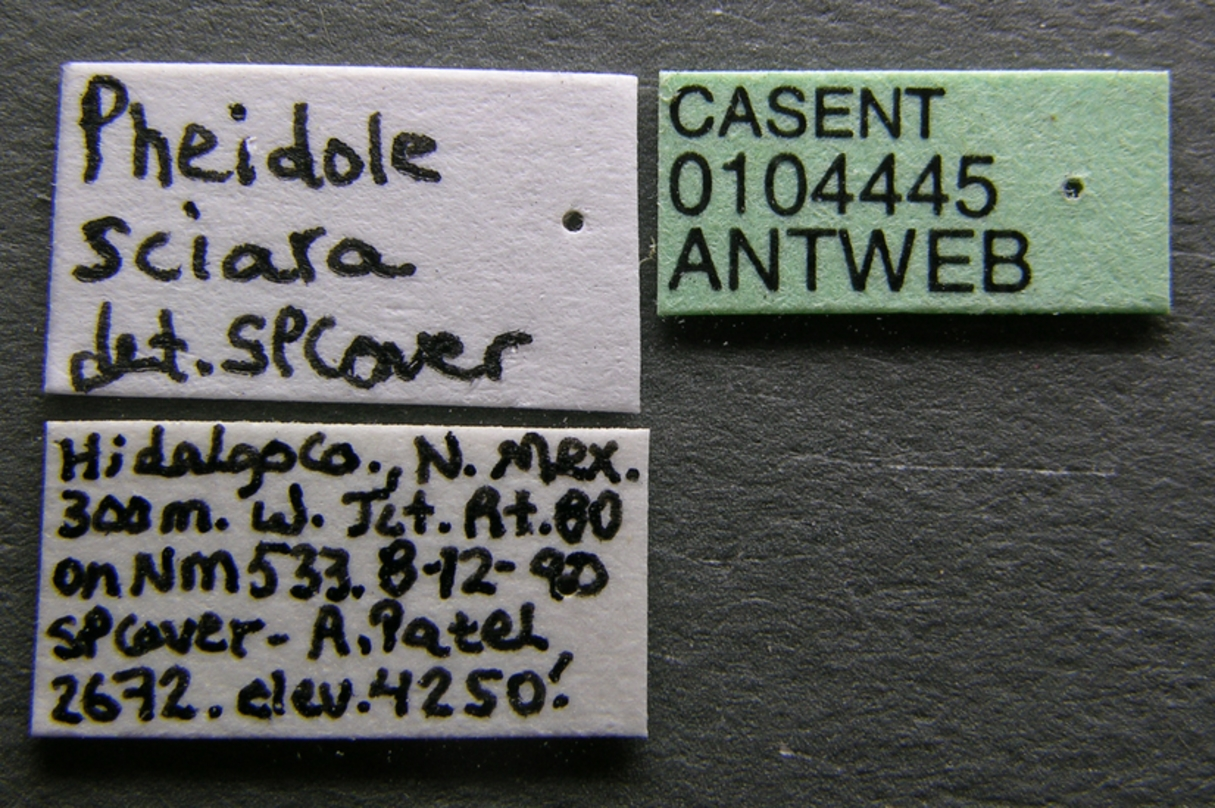
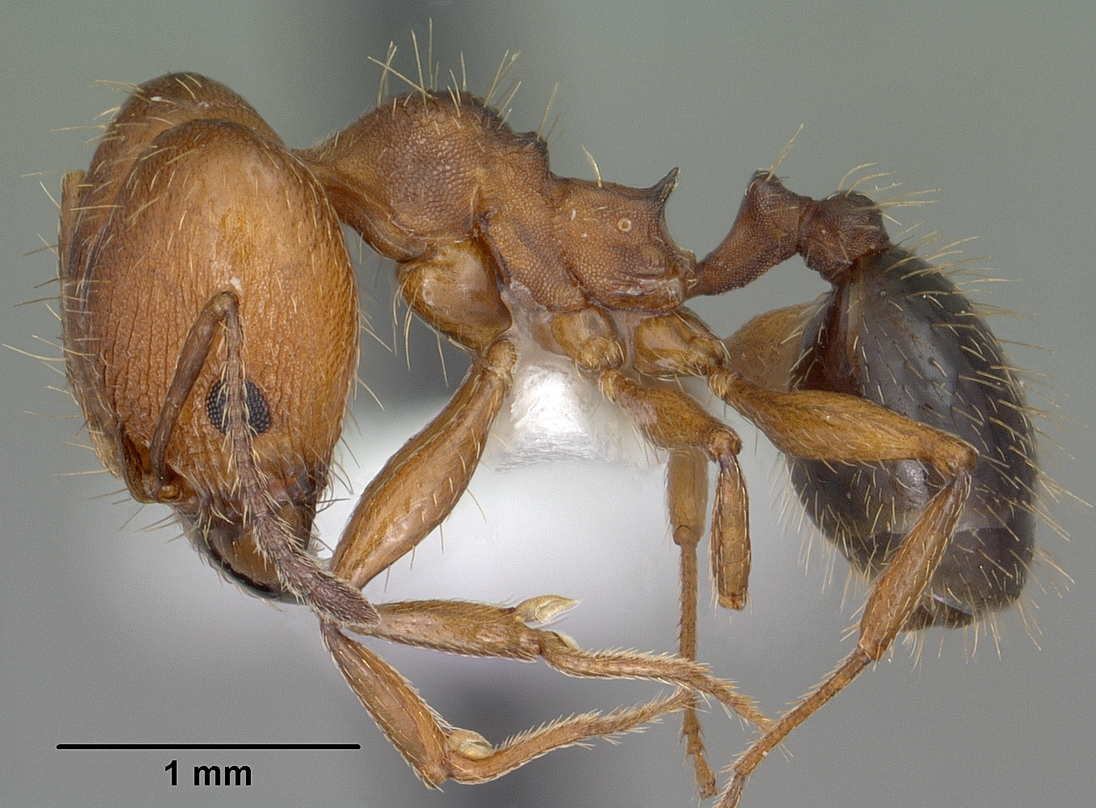
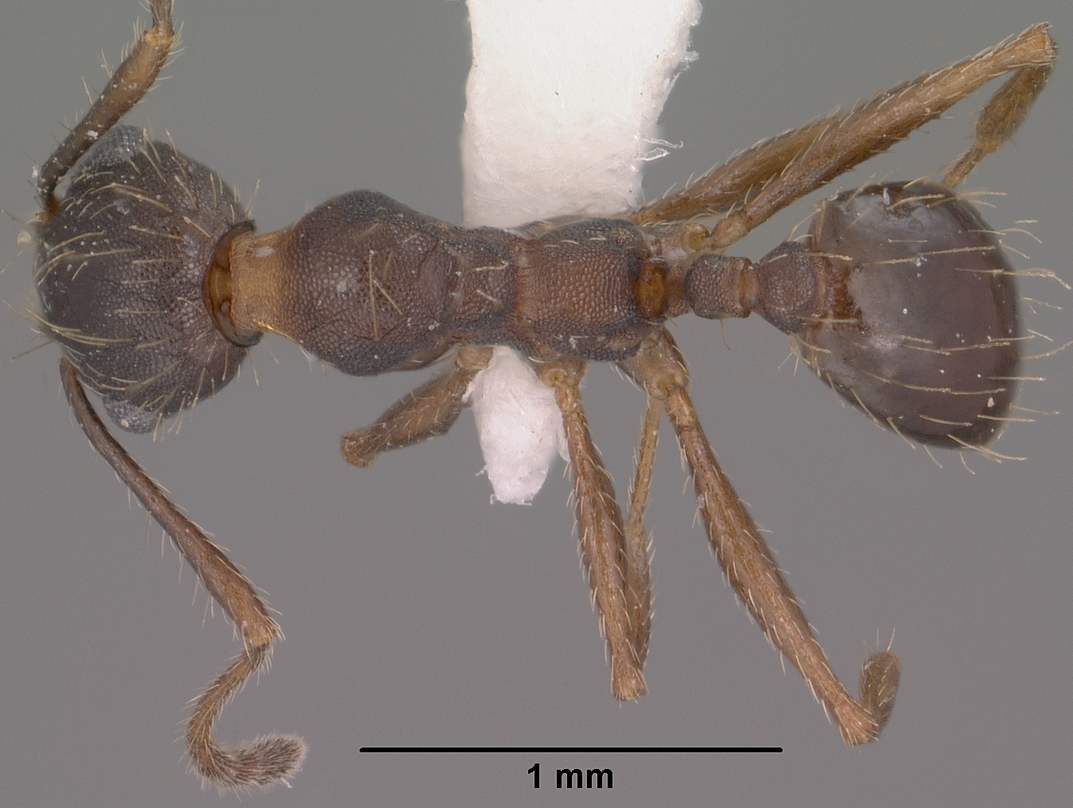
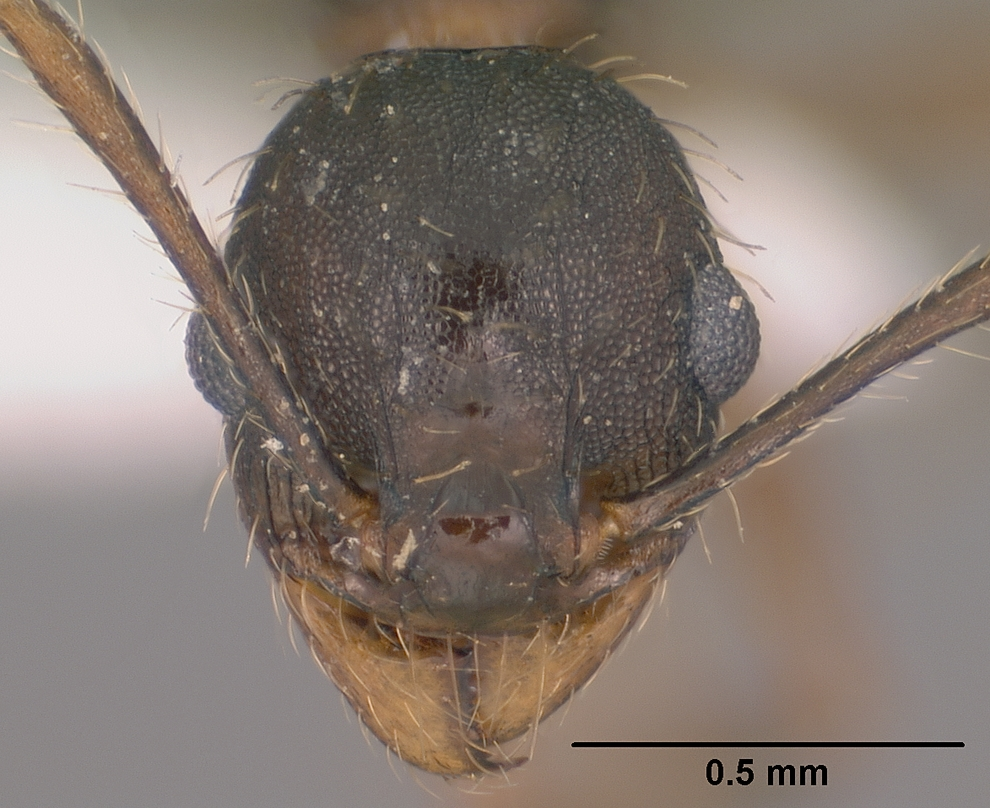